# Доклад Макларена

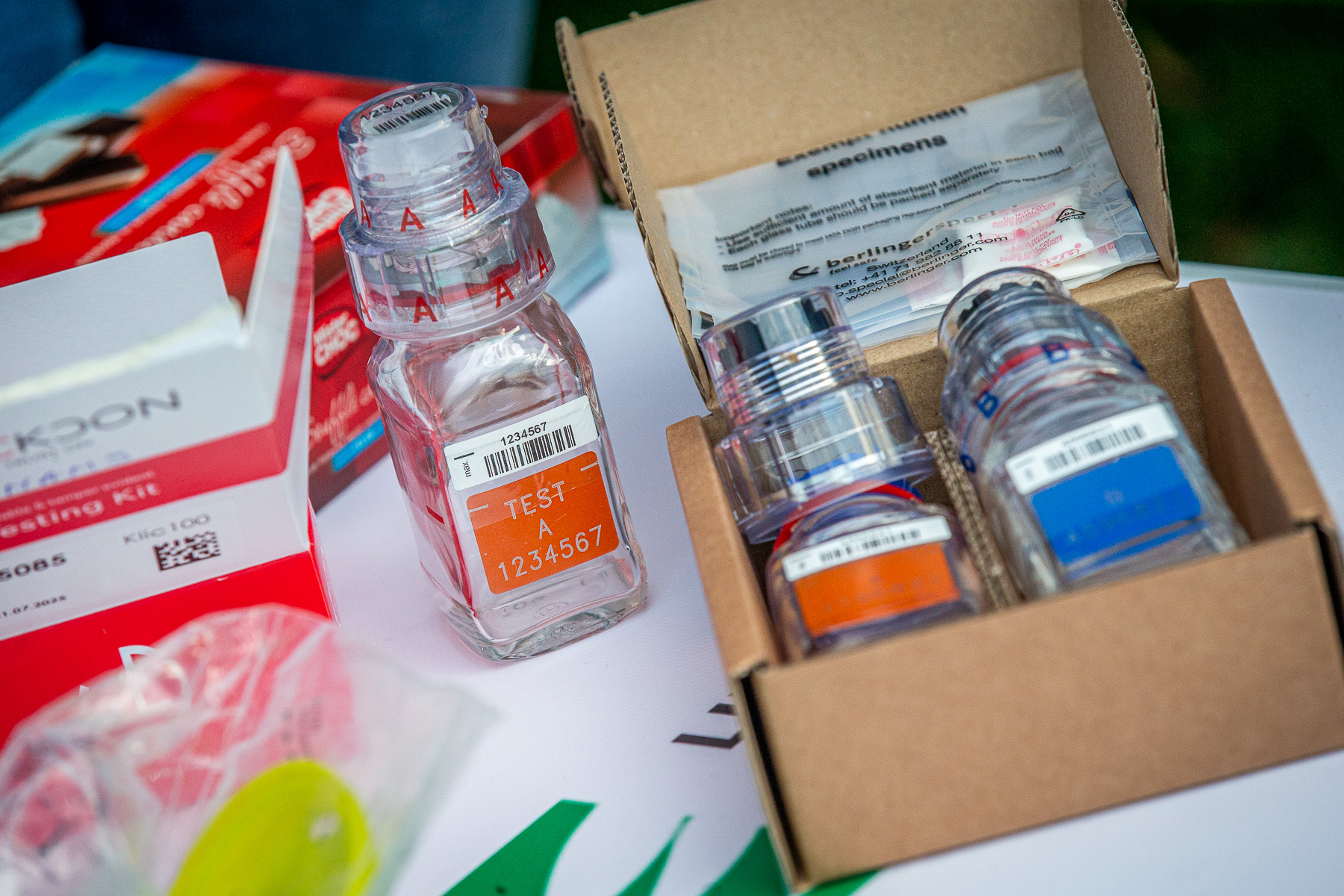

Доклад Макларена — доклад канадского профессора права Ричарда Макларена, посвящённый злоупотреблениям с допингом в российском олимпийском спорте. Доклад состоит из двух частей, опубликованных 18 июля и 9 декабря 2016 года соответственно.
Поводом к расследованию Макларена послужили, в частности, показания экс-главы московской антидопинговой лаборатории Григория Родченкова. Доклад описывает процесс подмены «грязных» (позитивных) анализов спортсменов на «чистые» в более чем 30 видах спорта на зимних и летних Олимпийских играх между 2012 и 2014 годами. По данным доклада, подлог организован и контролировался российскими государственными органами, в частности, министерством спорта, при активной помощи ФСБ.
Россия в официальном письме министра спорта и президента ОКР в мае 2018 года признала «неприемлемые манипуляции в антидопинговой системе, что и было выявлено в ходе расследований WADA (независимая комиссия Паунда, доклад Макларена) и МОК (комиссия Шмида)». Москва также признала решение МОК от 5 декабря 2017 года, подтвердившее выводы доклада Шмида о «систематическом манипулировании антидопинговыми правилами и антидопинговой системой в России путём сокрытия позитивных проб».
13 сентября 2018 года в письме WADA министр спорта России Павел Колобков согласился признать выводы доклада Макларена. К 18 января 2019 года российская сторона выполнила все требования Всемирного антидопингового агентства: экспертов допустили к базе данных московской антидопинговой лаборатории, получив необходимые материалы, которые затем вывезли для установления подлинности и анализа. Осенью 2019 года представители WADA и глава РУСАДА Юрий Ганус заявили, что в базе данных найдены «тысячи изменений», сделанные перед её передачей представителям WADA. В результате 9 декабря 2019 года исполком WADA единогласно принял решение отстранить Россию от международных спортивных соревнований (включая Олимпийские игры) сроком на 4 года.

## Предшествующие события
В декабре 2014 года на немецком телеканале ARD вышел фильм о допинге, в котором российская спортсменка Юлия Степанова (на тот момент — Русанова) рассказала о подмене допинговых проб в российской лёгкой атлетике, а Лилия Шобухова — о том, как она давала взятку функционерам ВФЛА для участия в Олимпийских играх несмотря на нарушения в антидопинговом паспорте крови.
В ноябре 2015 года ВАДА обвинило Родченкова в уничтожении свыше 1400 допинговых проб за три дня до проверки, несмотря на получение письма с требованием ВАДА сохранить все пробы. При этом регламентный срок хранения образцов истек и, по версии российской стороны, требование ВАДА не было обязательным к исполнению.
В январе 2016 года Родченков уехал в США.
Вскоре после отъезда Родченкова скоропостижно скончались два человека, ранее входивших в состав руководства РУСАДА: Вячеслав Синев (3 февраля 2016 года) и Никита Камаев (15 февраля 2016 года). Их смерть была названа «загадочной» и «странной» рядом СМИ.
Впоследствии Родченков заявил, что накануне отъезда получил предупреждение об угрозе его жизни.
12 мая 2016 года в американской газете The New York Times появилась статья «Российский инсайдер говорит, что олимпийское золото подпитано государственным допингом» (англ. «Russian Insider Says State-Run Doping Fueled Olympic Gold»), основанная на интервью бывшего директора антидопинговой лаборатории Григория Родченкова журналистам Ребекке Руиc и Майклу Скворц. Согласно этой статье, Родченков заявил о существовании в России государственной допинговой программы. По словам Родченкова, в рамках этой программы он участвовал в подмене около 100 проб мочи «Б» российских спортсменов во время Зимней Олимпиады 2014 года в Сочи. В своём интервью Родченков сообщил также, что разработал коктейль из трёх анаболических стероидов, который по его рекомендации принимали многие спортсмены, включая тех, кто участвовал в Олимпиаде 2012 года в Лондоне и в Олимпиаде-2014 в Сочи.
В день публикации статьи в «The New York Times» Григорий Родченков и американский кинодокументалист Брайан Фогель (Bryan Fogel) написали открытое письмо на имя главы Международного олимпийского комитета Томаса Баха и президента ВАДА Крейга Риди. В этом письме авторы предложили провести квалифицированную научную проверку допинговых проб, хранящихся в Лозанне, а также предложили поделиться доказательствами и информацией по российской допинговой программе, поддерживаемой государством. В этом письме авторы утверждают, что нынешние антидопинговые правила являются несовершенными и дают возможность любой стране-хозяйке Олимпийских Игр манипулировать результатами антидопинговых проверок.
19 мая 2016 года ВАДА объявило о том, что профессор Ричард Макларен, канадский спортивный юрист, приглашён в качестве независимой персоны возглавить группу для расследования обвинений Григория Родченкова.

## Подготовка и содержание доклада Макларена

### Экспертиза образцов
Чтобы проверить показания Родченкова, ВАДА случайным образом отобрало 11 контейнеров с мочой российских спортсменов из 95, упомянутых в списках на подмену проб и попавших на хранение в Лозанну (Россия отказалась предоставлять доступ к образцам, хранящимся в московской лаборатории). На всех 11 образцах обнаружили царапины на внутренней стороне крышки, что свидетельствует «о возможной подмене мочи». Экспертиза проводилась судебным экспертом по микроповреждениям. Для корректного установления вскрытия он исследовал «обычные» невскрытые пробирки, взятые в качестве образца, и не нашёл царапин, а также смог осуществить вскрытие такой пробирки с получением схожей картины царапин. Согласно заключению, царапины на российских образцах были «незаметны для нетренированного глаза, но ясно видны под микроскопом» (об этом говорится в первой части доклада).
Кроме того, аналогичные результаты (царапины на внутренней стороне крышки) были получены для 26 пробирок, упомянутых в списках на подмену и попавших на хранение в Лондон. При этом в пробах трёх российских спортсменов находились чужие анализы (содержалась ДНК других людей), что совпало с показаниями Родченкова о подмене мочи некоторых спортсменов на «чужие» образцы, сообщается в первой части доклада.
Во второй части приведены более обширные результаты экспертиз (свыше 100 ёмкостей с царапинами), а также анализ «чужих» ДНК и «физиологически невозможных» концентраций солей (что подтвердило слова Родченкова о добавлении солей). «Невозможные концентрации солей» зафиксированы, в частности, у обладателей 4 золотых медалей на играх в Сочи.

### Расследование
Главной целью расследования была проверка предположения о поддержке «допинговой системы» на государственном уровне, а не факты употребления допинга конкретными спортсменами. На основе переписки Родченкова и опроса свидетелей был сделан вывод, что решения о том, каких спортсменов «спасать», а каких — нет, принималось в Министерстве спорта России. При этом участники понимали, что скрыть это будет трудно, и призывали снизить масштабы фальсификаций.
Среди свидетелей названы Григорий Родченков, бывший сотрудник РУСАДА Виталий Степанов, бывшая легкоатлетка Юлия Степанова. Имена других свидетелей не назывались из соображений безопасности, хотя они «предоставили очень надёжные перекрестные доказательства».
Информация Григория Родченкова подтвердилась во многих крупных и мелких деталях, в том числе на основе документов, данных экспертиз и показаний других свидетелей. Например, согласно Родченкову, сотрудники ФСБ научились вскрывать бутылки в 2013 году, а до этого фальшивые отчёты заносились в базы данных, но моча в бутылках оставалась «грязной». Это позволило перепроверить пробы «B» участников Олимпийских игр в Лондоне 2012 года и лишить ряд россиян медалей после обнаружения в пробах допинга. Макларен пришёл к выводу, что Родченков является надёжным источником информации.
При этом главным доказательством масштабных фальсификаций являются не показания свидетелей, а воспроизводимые экспертизы, подчеркивается во второй части доклада. «Подмена образцов мочи российских атлетов в Сочи получила дополнительное подтверждение; кроме этого установлено, что она не прекратилась с зимней Олимпиадой. Техника подмены, отточенная в Сочи, стала регулярной, ежемесячной практикой московской лаборатории применительно и к летним видам спорта. Это подтверждается дальнейшим анализом ДНК и солевого состава проб», — говорится во второй части отчёта.

### Выводы
Главные выводы доклада Макларена:
1. В России была создана масштабная система манипуляции допинг-пробами. Свыше тысячи российских спортсменов были напрямую задействованы в фальсификации или выиграли от неё. В их числе — 12 медалистов Олимпийских игр в Сочи.
2. Московская антидопинговая лаборатория использовала беспроигрышный способ избежать дисквалификации за допинг, несмотря на то, что забор проб осуществлялся международными допинг-офицерами. Более 500 фальшивых отчётов о пробах были переданы Московской лабораторией в электронную систему ВАДА.
3. Антидопинговая лаборатория в Сочи также использовала специальную методологию подмены образцов мочи, которая позволяла российским спортсменам на допинге участвовать в Играх[прим. 6]. В сочинской лаборатории подмена производилась ночью через специальное отверстие в стене, чтобы скрыть это от присутствовавших в лаборатории иностранных наблюдателей[36]. Руководил процессом подмены проб сотрудник ФСБ[37], работавший под прикрытием инженера по техническому обслуживанию в сервисной компании Bilfinger[38][39][40][41][42][43][прим. 7].
4. Министерство спорта руководило манипуляцией результатов анализов при активном участии и содействии ФСБ[44], Центра спортивной подготовки сборных команд России и лабораторий в Москве и Сочи.
5. Имена спортсменов в докладе не раскрываются, они упоминаются под номерами. Их списки переданы в международные спортивные федерации для детальной проверки. Но соответствие номеров и некоторых спортсменов можно определить логическим вычислением[45].

По словам Макларена, «система включала Министерство спорта, лабораторию, Центр спортивной подготовки, РУСАДА и ФСБ. Это слишком много организаций и винтиков механизма, чтобы сказать, что все злоупотребления — это дело одного человека или даже нескольких людей. Система была организована на уровне ведомств, включая ФСБ, а не на уровне конкретных персонажей.»
Во второй части доклада утверждается, что за несколько месяцев с момента выхода первой части её выводы никем не были аргументированно оспорены, в том числе в поданных Россией исках.

## Последствия доклада

### 2016
Несколько национальных антидопинговых агентств призвали запретить российским спортсменам участвовать в Олимпийских играх в Рио-де-Жанейро. Требование отстранить россиян от предстоящей Олимпиады подписали национальные антидопинговые организации США, Канады, Швейцарии, Австрии, Норвегии, а также Институт национальных антидопинговых организаций (INADO). Соответствующее письмо было отправлено президенту МОК Томасу Баху.
Исполком МОК своим решением от 19 июля 2016 года лишил аккредитации на летней Олимпиаде в Рио-де-Жанейро 2016 года министра спорта России В. Л. Мутко и некоторых других сотрудников министерства спорта, а также дисквалифицировал легкоатлетов сборной России.
Исполком Международного паралимпийского комитета 7 августа 2016 года принял решение о приостановлении членства Паралимпийского комитета России в организации. Следствием этого решения стала невозможность участия паралимпийской сборной команды России в XV Паралимпийских летних играх 2016 года в г. Рио-де-Жанейро. ПКР подал апелляции в международный спортивный арбитраж, суд Швейцарии и земельный суд Германии, но все ходатайства были отклонены.
9 декабря ВАДА выложило в открытый доступ в Интернете 1166 документов, использованных в расследовании Макларена.
13 декабря Международная федерация бобслея и скелетона решила перенести чемпионат мира-2017 по бобслею из российского Сочи, а 22 декабря под давлением иностранных спортсменов и официальных лиц Союз биатлонистов России принял решение отказаться от проведения 8-го этапа Кубка мира по биатлону в Тюмени и Чемпионата мира среди молодёжи и юниоров в Острове..
К концу 2016 года были наказаны 27 российских спортсменов, ещё против 28 возбуждены дисциплинарные дела. В соответствии с процедурой, к середине февраля 2017 года несколько медалей были возвращены в МОК.

### 2017
В сентябре была опубликована информация, что после передачи в мае 2017 года перевода всех документов в антидопинговые организации ВАДА получило решения международных спортивных федераций по 96 спортсменам. В 95 случаях антидопинговые расследования прекращены за недостатком доказательств, и ВАДА поддержало эти решения. Имена спортсменов не назывались (в докладе они упоминаются под условными номерами). Генеральный директор агентства Оливер Ниггли подчеркнул, что целью доклада Макларена было выявление системы обхода антидопингового контроля, а не индивидуальных случаев нарушений.
18 сентября число национальных антидопинговых организаций, призывающих отстранить Россию от зимних Олимпийских игр 2018 года в Пхёнчане, достигло 28.
К 29 ноября Россия по допинговым основаниям лишилась 13 медалей на Олимпийских играх в Сочи, переместившись на четвертое место в медальном зачёте. Ряд спортсменов отстранены от международных соревнований пожизненно.

#### Отстранение Олимпийского комитета России от Олимпийских игр 2018 года
19 июля 2016 г. исполком МОК на основании ст. 59 Олимпийской хартии сформировал две дисциплинарные комиссии под руководством Самюэля Шмида (для проверки фактов о государственном вмешательстве в работу антидопинговой системы, изложенные в докладе Макларена) и Дениса Освальда (для проверки применения допинга спортсменами). 2 декабря 2017 года комиссия Самюэля Шмида представила Исполкому МОК доклад об использовании допинга в России. Ввиду выявленных «систематических манипуляций антидопинговыми правилами и антидопинговой системой в России в период Олимпийских игр в Сочи с помощью методологии исчезновения позитивных проб» 5 декабря 2017 года МОК отстранил Олимпийский комитет России от участия в Олимпийских играх 2018 года.

## Судебные решения
В августе 2016 года Паралимпийский комитет России (ПКР) подал иск в Спортивный арбитражный суд (САС), оспаривая отстранение ПКР от Паралимпийских игр 2016 года на основании данных доклада Макларена. Суд отклонил иск, в частности, указав:

Паралимпийский комитет России представил комментарии по поводу аффидевита Макларена, помимо прочего, заявив, что обвинения «не доказаны» и что они «однобокие». Однако подобные претензии не были аргументированы. Оспаривание фактов должно быть конкретным. Профессор Макларен представил свои доказательства письменно под присягой. Паралимпийский комитет России решил не подвергать его перекрёстному допросу, хотя имел такую возможность, и не представил никакого опровержения его доказательств.

Апелляция в Швейцарский суд также была отклонена.
В ноябре 2017 года три российских велосипедиста (Дмитрий Соколов, Кирилл Свешников и Дмитрий Страхов), которых отстранили от Олимпийских игр 2016 года, подали в канадский суд иск на ВАДА и Ричарда Макларена. Ответчики обвиняются в халатности, клевете, оскорбительной лжи, злоупотреблении должностными полномочиями, заговоре и вторжении в частную жизнь.
Спортивный арбитражный суд 1 февраля 2018 года вынес решение по апелляции 28 российских спортсменов, ранее пожизненно отстраненных МОК от участия в Олимпийских играх из-за допингового скандала. Суд постановил, что за недостаточностью доказательств санкции против них полностью снимаются, а решения о лишении наград отменяются. Апелляции ещё 11 спортсменов были отклонены, однако санкции против них смягчены, — вместо пожизненной дисквалификации они пропустят только одни Олимпийские игры.
В феврале 2018 г. российские биатлонистки Ольга Зайцева, Яна Романова и Ольга Вилухина подали иск к Родченкову. Они считают, что несправедливо пострадали в результате его заявлений и не смогли выступить под российским флагом на Олимпийских играх в Южной Корее. Каждая спортсменка просит взыскать с информатора WADA $10 млн. Расходы спортсменок на судебное разбирательство профинансировал Михаил Прохоров.
Родченков в ответ подал встречный иск к Михаилу Прохорову. В январе 2021 года иск к Родченкову был отозван.
В январе 2019 года группа российских спортсменов под руководством бывшего президента Федерации гребного спорта России Вениамина Бута вручила иск о защите чести и достоинства на сумму около 300 млн рублей Ричарду Макларену. Документы были переданы в суд еще летом 2018 года, но по местным законам ответчик должен быть предупрежден о начале судебного процесса.

## Мнения и критика доклада Макларена

### Официальная реакция России

#### Официальная позиция
В мае 2018 года в письме главе WADA министр спорта Павел Колобков, президент Олимпийского комитета России Александр Жуков и глава Паралимпийского комитета России Владимир Лукин официально признали выводы доклада Макларена и решение МОК от 5 декабря 2017 года: 
Серьезный кризис, который оказал влияние на российский спорт, был вызван неприемлемыми манипуляциями в антидопинговой системе, что и было выявлено в ходе расследований WADA (независимая комиссия Паунда, доклад Макларена) и МОК (комиссия Шмида)
 Однако позже Павел Колобков заявил, что письмо признаёт только решение МОК от 5 декабря 2017 года (в котором шла речь о «систематическом манипулировании антидопинговыми правилами и антидопинговой системой в России путём сокрытия позитивных проб»).
13 сентября 2018 г. в письме WADA министр спорта Павел Колобков согласился признать выводы доклада Макларена.

#### Комментарии официальных лиц
- Президент России Владимир Путин заявил 18 июля 2016 года, что официальные лица, упомянутые в докладе, будут отстранены от работы. По сообщению ТАСС, первым был отстранён заместитель министра спорта Юрий Нагорных[76]. Путин также назвал Григория Родченкова, информация которого положила начало расследованию, «человеком скандальной репутации»[40][прим. 10]. Позже Путин пояснил, что у Родченкова «проблемы с психикой» и он «работает под контролем американских спецслужб. Что они с ним там делают? Какие они ему дают препараты, чтобы он говорил то, что нужно? Это просто смешно»[77]. В октябре 2016 года Путин заявил: «Мы видим значительную политизацию этой сферы [допинга], а подчас и предвзятое отношение к нашим спортсменам. Но нужно признать, что мы и сами дали для этого повод, сами совершили целый ряд ошибок и просчётов в этой важнейшей и очень чувствительной области».[78]
- Позже Путин объявил: «мы создаём новую систему борьбы с допингом, мы передаём эту систему из Министерства спорта, из Правительства, в независимую организацию, так, как это во многих странах мира сделано, на площадку Московского государственного университета, и не фигурально, а в прямом смысле этого слова. Мы разместим лабораторию именно на одной из площадок МГУ, поможем оснастить современной техникой, оборудованием и кадрами. Надеюсь, что никаких жуликов, которые сами организуют допинговые программы, а потом бегут за границу, там не будет. Надеюсь, что с помощью и наших независимых специалистов, и с помощью привлекаемых иностранных специалистов будет налажена строгая, действенная, эффективная система борьбы с допингом»[79]. Минобрнауки подготовило проект постановления правительства РФ, которым в уставе МГУ будет закреплено право МГУ организовать работу Национальной антидопинговой лаборатории (НАДЛ)[80]. Ректор МГУ Виктор Садовничий заявил, что реконструкция здания, в котором разместится новая антидопинговая лаборатория на базе вуза, пройдет в сжатые сроки и завершится примерно через год. Антидопинговая лаборатория будет располагаться в здании недалеко от главного корпуса МГУ[81]. В августе 2017 г. Правительство России официально создало антидопинговую лабораторию на базе МГУ[82]. Ранее произошла смена юрлица: 4 апреля 2016 года ФГУП «Антидопинговый центр» оповестило Минюст о прекращении деятельности путем реорганизации в форме преобразования в ФГБУ «Антидопинговый центр»[83].
- По инициативе Президента РФ в Олимпийском Комитете России создана новая, «независимая общественная антидопинговая комиссия»[84] с целью «искоренения допинга из российского спорта» и «возвращения доверия» международных организаций и российских болельщиков[85]. Её председатель Виталий Смирнов заявил, что «в России не было, нет и никогда не будет государственной поддержки допинга» и пообещал «изучить и отреагировать на доклад Макларена»[86]. В сентябре 2017 г. Виталий Смирнов заявил, что Макларен «снял свои обвинения в государственном вмешательстве»; Макларен опроверг это заявление[87].
- Дмитрий Медведев подписал постановление, согласно которому с 2017 по 2019 годы РУСАДА получит 1,6 млрд рублей «на антидопинговое обеспечение спортивных сборных команд России». Ежегодно РУСАДА будет выделяться 556 млн рублей[88].
- Комитет Госдумы по спорту создал экспертную комиссию по анализу документов Ричарда Макларена. Глава комитета Михаил Дегтярев заявил, что «эта преступная группа (Макларена) работала в интересах, в том числе, иностранцев, из российских „чистых“ спортсменов делала „грязных“ в интересах иностранцев», и пообещал опубликовать собственный доклад по итогам анализа документов, размещенных Маклареном в интернете[89].
- Министр спорта РФ Виталий Мутко заявил, что «вся доказательная база строится на выводах одного человека, который был назван самым главным коррупционером в этой системе»[90]. Также Мутко заявил: «У нас не было никаких программ, надуманность этого лжеца (Родченкова), который льет на нас эти вещи, она понятна… все эти доклады ничего под собой не имеют, кроме политизации»[91]. Позже Мутко добавил: «Россия, как страна провела Олимпийские игры на высочайшем уровне. Мы построили лабораторию так, как они требовали. Там внутри 23 человека работали, это был закрытый объект»[92], «Это нам надо спросить у ВАДА, у которого внутри сочинской лаборатории работали 22 чиновника. Они там что делали? Спали? 20 допинг-офицеров забирали пробы»[93].
- Министр спорта РФ Павел Колобков заявил 11 декабря 2017 года, что в России не было «государственной допинговой системы». По его информации, Григорий Родченков создал систему приёма допинга спортсменами и вовлёк в неё спортсменов, тренеров и «целые спортивные федерации». Министр назвал Родченкова «оборотнем» и «запутавшимся человеком»[94].
- Представители ФСБ никак не прокомментировали обвинения в адрес своего ведомства.
- 18 июня 2016 г., в день публикации первой части доклада СКР возбудил уголовное дело в отношении Григория Родченкова[95]. В августе 2016 года СКР вызвал на допрос составителя доклада Ричарда Макларена[96], а также главу ВАДА Крейга Риди по делу бывшего главы московской антидопинговой лаборатории Григория Родченкова: следствие подозревает, что «команду об уничтожении допинг-проб он мог получить именно от кого-то из руководства Всемирного антидопингового агентства»[97][98].
- В сентябре 2017 года Басманный райсуд Москвы по требованию СКР принял заочное решение о заключении под стражу по обвинению в злоупотреблениях должностными полномочиями бывшего директора Московской антидопинговой лаборатории Григория Родченкова, который эмигрировал в США и стал информатором Всемирного антидопингового агентства (WADA)[99].
- В ноябре 2017 года Следственный комитет России заявил, что WADA не нашло подтверждения версии о существовании в России государственной допинговой программы; WADA назвало заявления СК неверными.[25] Тогда же в СКР назвали голословными и бездоказательными утверждения бывшего директора российского ФГУП «Антидопинговый центр» о существовании в РФ госпрограммы поддержки допинга, в том числе в отношении футболистов российской сборной: «По результатам допросов более 700 спортсменов, тренеров, медицинских работников сборных команд России, проживающих на всей территории РФ, сотрудников Всероссийских спортивных федераций, Центра спортивной подготовки сборных команд РФ, РУСАДА и Антидопингового центра следствием опровергнуты доводы Макларена и голословные утверждения Родченкова о существовании в России некой государственной допинговой программы для завоевания спортсменами максимального количества медалей, а также о вскрытии на Зимней Олимпиаде бутылок с допинг-пробами российских спортсменов и подмене в них положительных биопроб на отрицательные», — отметили в СКР[100]. Также СКР отверг «домыслы о наличии в стене здания [сочинской] лаборатории отверстия и выносе через него допинг-проб российских спортсменов» и сообщил об изъятии следствием жёстких дисков московской лаборатории[101].
- В конце ноября 2017 года СК обвинил Родченкова в создании ложных доказательств. По версии СК, будучи директором ФГУП «Антидопинговый центр», Григорий Родченков распространял среди спортсменов и тренеров препараты, которые впоследствии были определены как допинг. Затем он уничтожил допинг-пробы, а ради сокрытия результатов своей преступной деятельности «обвинил Россию в реализации некой допинговой программы». У Родченкова, уже уехавшего в США, была возможность доступа к базе данных лабораторной информационной системы Московского антидопингового центра о тестированиях спортсменов. Сам Григорий Родченков, а также его бывшие коллеги Олег Мигачев и Тимофей Соболевский до июня 2016 года «имели возможность бесконтрольно изменять эти данные с целью создания ложных доказательств». «Доказательства таких манипуляций могут быть предоставлены WADA и МОК», — подчеркнули в СК.[102] СКР опроверг «лживые показания Родченкова»; Допрошенные СКР сотрудники антидопингового центра, работавшие в Сочинской лаборатории в 2014 году, предупрежденные об уголовной ответственности за дачу заведомо ложных показаний, дали свидетельские показания, что никаких действий по подмене проб не совершалось[103].
- В декабре 2017 г. премьер-министр РФ Дмитрий Медведев на заседании правительства подчеркнул, что Россия не может и не будет признавать откровенно лживые обвинения в существовании государственной системы применения допинга в спорте: «От нас продолжают требовать признания в каких-то программах до сих пор. Этого не будет никогда. Мы не можем и не будем признавать лживые выводы»[104].
- В январе 2018 года министр иностранных дел России Сергей Лавров отметил[105]: Ричард Макларен в своем докладе заявил, что доказательств нет, они не знают, как это было сделано, но знают, как это могло быть сделано. Ни один нормальный суд ни в одной стране подобные обвинения не примет. Тем не менее на основе таких достаточно экзотических заявлений принимаются решения об отлучении страны от Олимпийских игр.

### Реакция МОК и ВАДА
- В заявлении исполкома МОК от 19 июля 2016 года отмечается, что доклад Макларена выявил недостатки в борьбе с допингом, и поэтому МОК повторяет свой призыв, впервые озвученный 21 июня 2016 года, полностью пересмотреть антидопинговую систему и запрашивает ВАДА о созыве внеочередной «Всемирной конференции по допингу» в 2017 году[106][107].
- Президент ВАДА Крейг Риди назвал охват и масштабы выводов первой части доклада «настоящим ужасом» (англ. real horror story). Риди заявил, что работа Макларена будет продолжена[40].
- ВАДА призвала отстранить Россию от участия в Олимпиаде в Рио[108]. Агентство также призвало международные спортивные федерации и организации запретить российским спортсменам участие в соревнованиях до тех пор, пока не произойдёт «смена допинговой культуры».[33][109]
- В феврале 2016 на официальном сайте МОК было опубликовано письмо генерального директора МОК Кристофа де Кеппера, в котором отмечается, что допинговые манипуляции в России нанесли ущерб чистоте спорта и подорвали доверие (damage to the credibility and integrity of sport). В письме говорится, что против 28 российских участников Олимпийских игр в Сочи уже инициированы дисциплинарные меры на основе имеющихся доказательств, и в отношении остальных (упомянутых в докладе) продолжается расследование. При этом в «мандат» Комиссии Макларена не входило предоставление готовых «случаев антидопингового нарушения» для соответствующих полномочных органов (которыми являются международные федерации) по отдельным спортсменам. В результате во многих случаях международные федерации сталкиваются с трудностями в проведении своих расследований. 21 февраля ВАДА провело встречу с федерациями, где обсудило анализ и интерпретацию доказательств, при этом ВАДА сообщило, что во многих случаях доказательств будет недостаточно для применения дисциплинарных мер. «Установление приемлемых доказательств является значительным вызовом, с которым уже столкнулись некоторые международные федерации, когда в некоторых случаях им приходилось отменять временные санкции или когда они не могли, как минимум на данном этапе, начать дисциплинарные процедуры из-за нехватки твёрдых доказательств», — говорится в письме де Кеппера. В письме намечены дальнейшие меры к получению новых доказательств (такие как изучение проб 2008—2012 годов и другие).[110][111]
- В октябре 2017 года ВАДА сообщила о получении «неофициальной» копии базы данных Московской антидопинговой лаборатории за период январь 2012 — август 2015 с результатами анализа более 1000 российских спортсменов, и что содержимое этой БД подтверждает доклад Макларена[112][113][114]. Базу вывезли операторы LIMS — Тимофей Соболевский и Олег Мигачев, когда приехали в августе 2015 года в Лос-Анджелес[115].
- В декабре 2017 года представитель ВАДА Джек Робертсон заявил о сохранении системы допинга в российском спорте: «Россия по-прежнему отказывается от сотрудничества. Информация, запрошенная ВАДА, не предоставляется. Российские чиновники не признали вину, но запугали свидетелей и продолжали допинговую программу даже во время расследования. К настоящему моменту я не видел и не слышал чего-либо, свидетельствующего, что государственная допинговая программа отменена. И МОК знает обо всём этом».[116].
- В январе 2019 года эксперты WADA наконец получили официальный доступ к БД Московской антидопинговой лаборатории (было передано 24 терабайта данных[117]). Ранее Следственный комитет России отказывал WADA в доступе к данным лаборатории, ссылаясь на то, что жесткие диски приобщены к материалам уголовного дела в отношении Григория Родченкова.[118]
- 23 сентября 2019 года после анализа предоставленных СКР жёстких дисков ВАДА заявило о несоответствии данных, изъятых в Москве, начало процедуру лишения статуса РУСАДА[119] и дало три недели на ответы российской стороне[120][121][122]. Бывший руководитель ВАДА Дэвид Хоумэн заявил, что между данными, полученными от информатора ВАДА, и информацией из электронной базы данных московской лабораторной системы имеются многочисленные расхождения, в частности, отсутствует информация о положительных допинг-пробах ряда российских спортсменов, упомянутых в докладе Ричарда Макларена[120]. Глава комиссии ВАДА по соответствию Джонатан Тейлор на основании заключения экспертов заявил, что это не случайное изменение[83][123][124]. «Были положительные результаты [допинг-проб], которые были удалены. Вопрос, почему? Мы дадим [российской стороне] возможность все объяснить», — сказал Тейлор[119]. Объяснения должна подготовить рабочая группа Министерства спорта РФ[125] Генеральный директор РУСАДА Юрий Ганус подтвердил, что данные Московской антидопинговой лаборатории были изменены перед передачей экспертам Международного антидопингового агентства (WADA) — речь идет о тысячах изменений в данных допинг-проб атлетов из России[126]. Ганус пояснил, что эту базу не мог исказить Родченков, поскольку изменения произошли позже его отъезда — в декабре 2018 года и даже в январе 2019 года[127]; в частности, в период с 20 ноября по 23 декабря из LIMS были удалены все логи за 2012, 2013, 2014 и 2015 годы, а в январе 2019 г. были стёрты все данные за период с 2008 по 2011 годы[128]. Помимо 145 «спасённых» спортсменов ВАДА обнаружило попытку «утопить в допинге» чистую спортсменку Екатерину Катину и её тренера Сергея Сырцова[129].

В результате обнаружения этих фальсификаций 9 декабря 2019 года исполком ВАДА единогласно лишил Российское антидопинговое агентство (РУСАДА) статуса соответствия Всемирному антидопинговому кодексу. В ответ 21 декабря 2019 года СКР вновь обвинил Родченкова и неустановленных лиц в дистанционном искажении данных лаборатории. В частности, упоминалось о манипуляциях в 2018—2019 годах с данными на серверах и приборных компьютерах Московской антидопинговой лаборатории, — доступ к данным для сотрудников лаборатории, поясняет Следком РФ, не ограничивался, так как лаборатория продолжала постоянно функционировать. Одновременно официальный представитель СКР заявил, что переданные ВАДА материалы — подлинные, и никакие изменения в них не вносились.

### Критика доклада Макларена
- По мнению обозревателя Forbes Рона Катца, доклад сделан без соблюдения процессуальных норм, обязательных в американской системе правосудия. По его мнению, канадский профессор права Ричард Макларен повторил свои собственные выводы, которые были сделаны им ранее, когда он был членом независимой комиссии WADA из трёх человек, которая обнародовала доклад о повсеместном употреблении допинга в российской лёгкой атлетике. По его мнению, для того, чтобы доклад был справедливым и достоверным, его автором должен был стать человек, не связанный прежде с этой темой. Кроме того, как указано в американской конституции, у обвиняемого должно быть право ответить на заявления свидетелей со стороны обвинения, как пишет Рон Катц. В докладе же приводятся цитаты свидетелей, имена которых не названы, а Россия не может защищать себя от безымянных обвинителей. Кроме того, по мнению Рона Катца, были нарушены другие процессуальные нормы, что в целом подрывает доверие к докладу[133][134].
- Резкой критике подвергла доклад Елена Исинбаева:

А теперь — о докладе Макларена и царапинах на бутылках сочинских допинг-проб, доказывающих вину наших спортсменов. Мы обязаны признать работу человека, который в принципе ничего не доказал (весь его доклад основывается на догадках и предположениях). Все следственные эксперименты по повторному вскрытию банок он лично делал сам, без свидетелей. Предполагаемые информаторы все засекречены, якобы в целях их безопасности. То есть он говорит: я всё доказал, но каким путём и кто мне помогал, я вам не скажу, это небезопасно для свидетелей. Очень легко всё доказывать с вымышленными людьми на па́ру.
Мне лично, читавшей оба его доклада дважды, непонятно, что именно мы должны признать. В докладе нет выводов вообще. Чего они от нас хотят? Может быть, они сами не знают? Просто, как роботы, монотонно выполняют поставленную кем-то перед ними задачу — и всё.
Царапины… А знаете ли вы, что после передачи всего биоматериала спортсменов после завершившихся Олимпийский игр на хранение ВАДА ответственность за них несут ВАДА и МОК. То есть теперь, по прошествии трёх лет, учитывая непростую политическую ситуацию в отношении России, они нам хотят сказать, что ответственность за царапины на банках несём мы. Ну, знаете ли, это уже перебор. Откуда мы знаем, что ВАДА с ними делало все эти годы? Где гарантии правильного хранения и отсутствия манипуляций с банками с их стороны?! Накипело...

### Мнения
- Выводы Макларена широко освещались в мировой прессе. В частности, они стали центральной темой крупнейших британских газет сразу после выхода доклада. Guardian призвала не допускать Россию к Олимпийским играм в Рио-де-Жанейро, чтобы сохранить доверие к спорту[1][136].
- После публикации первой части доклада Макларена компания «Berlinger Special AG», являющаяся производителем ёмкостей для хранения образцов мочи и крови при антидопинговом контроле, выступила (в тот же день) с заявлением. В нём утверждается, что компания регулярно проводит тестирование своей продукции, как самостоятельно, так и с привлечением независимого сертифицированного института в Швейцарии, и ни в одном из тестов вскрыть ёмкости не удавалось. Компания подчеркнула, что не может комментировать содержание доклада Макларена до проведения «внутреннего обширного анализа»[137].
- Член исполкома МОК, Президент ИИХФ Рене Фазель заявил агентству ТАСС, что не вся первая часть доклада главы комиссии WADA Ричарда Макларена базируется на реальных фактах. По его словам, пробы трёх спортсменов, соревнующихся в стрельбе, не исчезли, как об этом говорится в докладе. Всего в документе упоминаются 643 исчезнувшие пробы[138].
- Газета New York Times 27 декабря 2016 года написала, что врио РУСАДА Анна Анцелиович признала наличие системы допинга: «Это был институциональный сговор», но «представители руководства страны в это вовлечены не были»[139]. В ответ на эту публикацию в газете The New York Times, растиражированную СМИ, РАА «РУСАДА» официально заявило, что слова и. о. Генерального директора А. А. Анцелиович были вырваны из контекста и искажены, создав ложное представление о том, что РУСАДА якобы признаёт наличие институциональной схемы покрытия допинга в России[140].
- Французский биатлонист Мартен Фуркад в интервью телеканалу NRK призвал коллег-спортсменов бойкотировать Кубок мира по биатлону в Тюмени, если IBU проявит мягкость по отношению к 31 российскому биатлонисту, обвинённому в допинге — это «не один или два»[141]. Затем он выступил против коллективной ответственности за допинг в отношении сборной России, выразив своё мнение в эфире телеканала «Матч ТВ». «Я не хочу коллективной ответственности, хочу видеть ваших атлетов на следующей Олимпиаде. И даже при таком количестве допинговых дел я уверен, что большинство атлетов никогда ничего не употребляли. Слишком сильно уважаю спортсменов, чтобы допустить такую казнь», — заявил двукратный олимпийский чемпион. Он подчеркнул, что его «сильно огорчает вся эта шумиха, тем более, пока нет никаких доказательств»[142]. Ранее он высказался по поводу отмены этапа Кубка мира: «Я очень хочу приехать в Тюмень в марте, чтобы показать, насколько велико моё уважение к русским. Но есть только одна причина, по которой я буду бойкотировать соревнования, и вы её знаете». При этом он добавил, что должны быть предоставлены «веские доказательства» употребления допинга российскими спортсменами[142].
- Михаил Прохоров назвал доклад Макларена «бездоказательной клеветой и чистой дымовой завесой»[143]. Позднее Прохоров призвал допросить Родченкова: «Необходимо уже дать понять на языке судебных решений всем этим Родченковым, Шмидам, Освальдам и им подобным деятелям MOK и ВАДА, что вся эта вакханалия будет стоить им репутации, профессии и денег»[144].
- Консультант Эстонского антидопингового агентства Сергей Илюков заявил, что открытые статистические данные[прим. 11] подтверждают наличие «системы махинаций в России», о чём «у профессионалов в области допинга нет никаких сомнений». В то же время, «доклад [Макларена] готовился в спешке и в нём предостаточно упущений», а, помимо России, аналогичные проблемы есть у Украины, Белоруссии и Эфиопии[145].
- По данным опроса россиян, проведенного ВЦИОМ в декабре 2017 года, 97 % опрошенных слышали об отстранении сборной России от участия в Олимпиаде 2018 года. Виновными в произошедшем россияне в первую очередь считают политические силы других стран (45 %), российских чиновников, курирующих спорт (29 %) и международные спортивные организации (28 %)[146].
- Двукратный олимпийский чемпион по плаванию Денис Панкратов подтвердил выводы доклада Макларена: «Мы нарушаем все законы, которые только можно нарушить. Постоянно обманываем, врем, лжем. Уберите государство из спорта. Претензии же не к спортсменам, а к России, которая сажает всех на допинг. У нас это идет на государственном уровне»[147].

## Выполнение требований WADA, ход расследования и процесс восстановления аккредитации РУСАДА
16 ноября 2017 года Совет учредителей Всемирного антидопингового агентства (WADA) на заседании в Сеуле принял решение не восстанавливать в правах Российское антидопинговое агентство (РУСАДА). «Вопрос к вам состоит в том, что если прошлая работа РУСАДА была полностью коррумпирована… и вы это отрицаете, как вы можете гарантировать, что это не повторится?», — мотивировал Джонатан Тейлор, глава комитета по соответствию WADA.
Для восстановления РУСАДА российские «антидопинговые власти» должны были признать выводы доклада Макларена («the responsible authorities for anti-doping in Russia must publically accept the reported outcomes of the McLaren Investigation»), а также предоставить доступ к опечатанным пробам мочи спортсменов, хранящимся в московской антидопинговой лаборатории, которые изъял Следственный комитет России.
13 сентября 2018 года в письме WADA министр спорта России Павел Колобков согласился признать выводы доклада Макларена и допустить экспертов WADA в московскую антидопинговую лабораторию.
К 18 января 2019 года, по заявлению Колобкова, российская сторона выполнила все требования Всемирного антидопингового агентства, и эксперты WADA закончили работу в московской антидопинговой лаборатории, получив все необходимые материалы. Эксперты WADA работали в Москве во взаимодействии со всеми заинтересованными контрагентами, включая Следственный комитет России. Эксперты WADA извлекли материалы из информационно-управляющей системы московской лаборатории и вывезли их из России для установления подлинности и тщательного анализа в агентстве. 22 января 2019 года исполком Всемирного антидопингового агентства оставил в силе легальный статус Российского антидопингового агентства (РУСАДА).
Осенью 2019 года представители WADA и глава РУСАДА Юрий Ганус заявили, что в базе данных найдены изменения, сделанные перед её передачей представителям. В результате 9 декабря 2019 года исполком WADA единогласно принял решение отстранить Россию от международных спортивных соревнований (включая Олимпийские игры) сроком на 4 года.